# Гърни Халик
Гърни Халик (на английски: Gurney Halleck) е измислен герой, войник в създадената от Франк Хърбърт вселена на Дюн. Той е главен герой в романите Дюн и Децата на Дюн.
Гърни Халик е учител по фехтовка на Пол Атреидски и музикант, който умее да свири на балисет. Той е командир на армията на дук Лито Атреиди. В годините след нападението над Атреидите на Аракис, той се укрива при контрабандистите на подправка. Контрабандистите се хващат в капана на свободните - фалшиво находище на подправка - и почти всички са избити, преди Пол, вече в ролята на водач на свободните хора Муад'Диб, да го разпознае.